# Liste der Monuments historiques in Le Mesnil-en-Thelle
Die Liste der Monuments historiques in Le Mesnil-en-Thelle führt die Monuments historiques in der französischen Gemeinde Le Mesnil-en-Thelle auf.

## Liste der Bauwerke
| Bezeichnung      | Beschreibung              | Standort | Kennzeichnung | Schutzstatus | Datum | Bild           |
| ---------------- | ------------------------- | -------- | ------------- | ------------ | ----- | -------------- |
| Kirche St-Michel | Erbaut im 13. Jahrhundert | (Lage)   | PA00114746    | Classé       | 1966  | weitere Bilder |

## Liste der Objekte

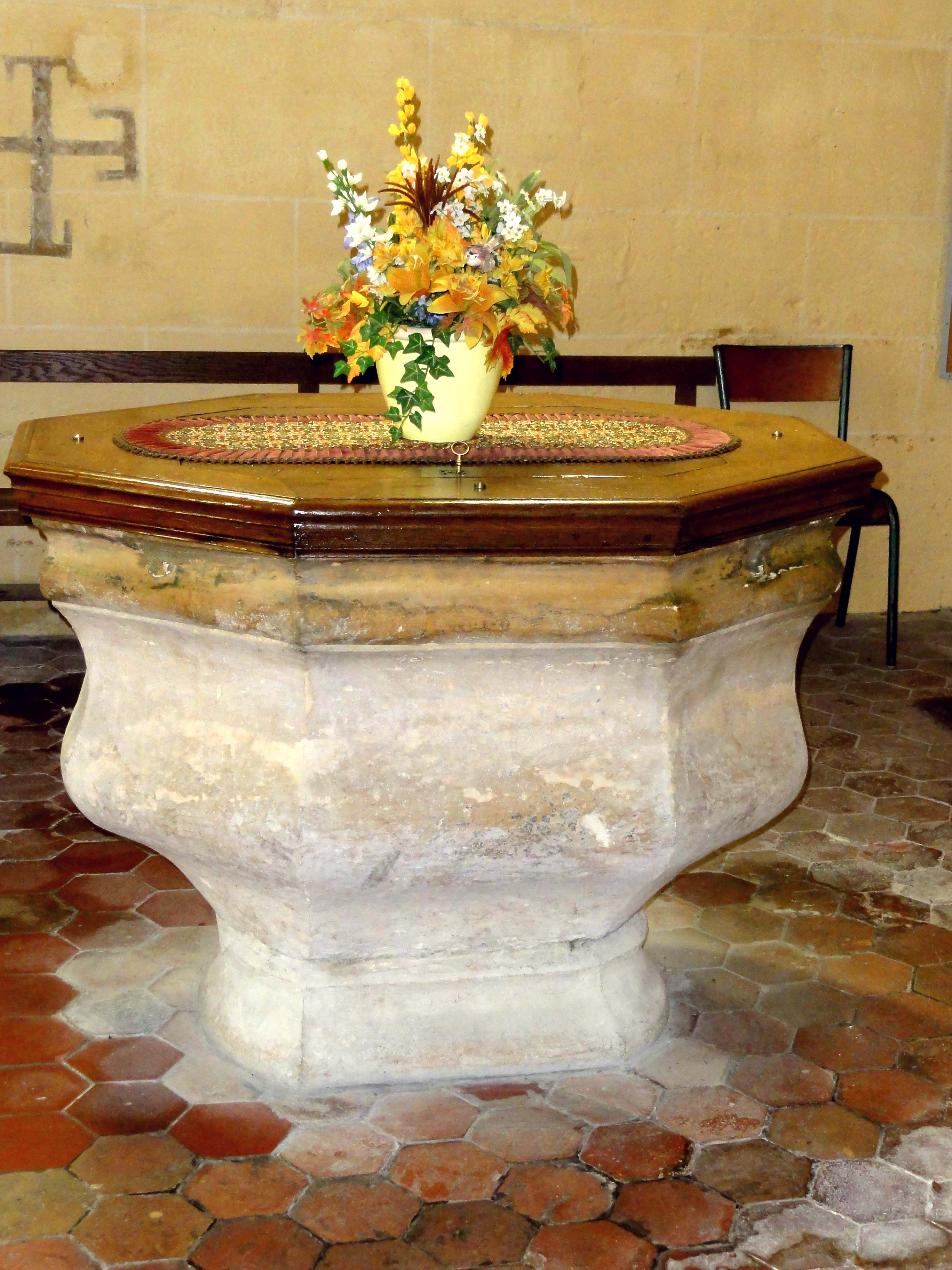
Taufbecken in Le Mesnil-en-Thelle

- Monuments historiques (Objekte) in Le Mesnil-en-Thelle in der Base Palissy des französischen Kultusministeriums

Siehe auch: Taufbecken (Le Mesnil-en-Thelle)